# إيبن مارتن
إيبن مارتن هو محامي وسياسي أمريكي، ولد في 12 أبريل 1855 في ماكوكيتا في الولايات المتحدة، وتوفي في 22 مايو 1932 في داكوتا الجنوبية في الولايات المتحدة. نشط حزبياً في الحزب الجمهوري. وقد انتخب عضو مجلس النواب الأمريكي ‏.